# Teixeira (Paraíba)
Pour les articles homonymes, voir Teixeira.

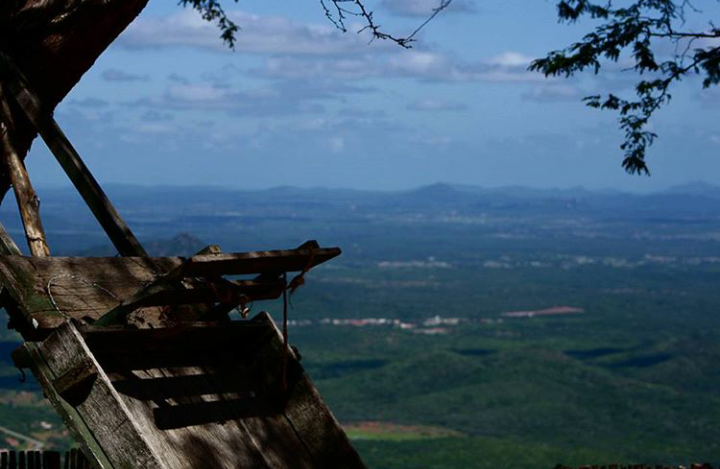

Teixeira est une ville brésilienne du centre de l'État de la Paraíba.
Sa population était estimée à 13 685 habitants en 2007. La municipalité s'étend sur 114 km2.